# Ilie Verdeț
Ilie Verdeț (Comănești, 10 maggio 1925 – Bucarest, 20 marzo 2001) è stato un politico romeno.
Unitosi al Partito Comunista Rumeno nel 1945, fu il penultimo Primo ministro del regime di Nicolae Ceaușescu, dal 29 marzo 1979 al 21 maggio 1982. Constantin Dăscălescu gli succedette nella carica. Era cognato di Nicolae Ceaușescu. Dopo la Rivoluzione del dicembre 1989, Verdeţ istituì il Partito Socialista del Lavoro, che si considerava un successore del Partito Comunista Rumeno.

## Biografia
Nato nel Distretto di Bacău da una famiglia di minatori, suo padre lavorò nelle miniere di carbone nel Banato, nella Valle del Jiu e a Comănești.
Nel 1937, a soli 12 anni, dovette interrompere gli studi e lavorare in miniera a causa delle condizioni di salute del padre. Nel 1939 si trasferì a Reșița per lavorare sempre in miniera.
Alla fine della Seconda guerra mondiale si iscrisse al Partito Comunista Rumeno e svolse un'intensa attività sindacale. Si sposò nel 1947 ed ebbe due figlie, Doina (1948) e Cezarina (1953).

## Attività politica
Dopo l'ascesa al potere del partito comunista, venne nominato direttore della miniera dove lavorava. Terminò gli studi interrotti in giovane età e entrò nel Comitato Centrale come supplente nel 1955, e come effettivo nel 1960.
Negli anni successivi ricoprì diversi incarichi all'interno del partito. Segretario del Comitato Centrale, membro del Comitato Esecutivo e del Presidio permanente (1966-1977), membro del Presidio permanente del Comitato Politico Esecutivo (C.P.Ex.) (1977-1989).
In occasione dello sciopero dei minatori del bacino carbonifero dello Jiu, in Transilvania, nell'agosto 1977, fu mandato da Ceaușescu a negoziare con i leader della protesta, venendo preso in ostaggio. Fu nominato in seguito (7 marzo 1978) vicepresidente del consiglio dei ministri e l'anno successivo capo del governo. Cercò di risolvere, senza successo, la grave crisi economica che attraversava il paese. Diede le dimissioni nel 1982 e fu nominato Vicepresidente del Consiglio di Stato.

## Dopo la rivoluzione del 1989
Nel 1990, insieme ad altri dirigenti del vecchio partito, si attiva per formare un partito di sinistra vicino ai lavoratori e alle tradizioni socialiste. Il 16 novembre di quell'anno fonda il Partito Socialista del Lavoro (Partidul Socialist al Muncii) che ottenne nelle elezioni del 1992 il 3,18% al senato e il 3,04% alla camera per scendere intorno al 2% (senza peraltro ottenere seggi) in quelle del 1996.
Nel 2000 rassegnò le dimissioni da presidente del partito. Morì per un infarto a Bucarest il 20 marzo 2001